# Blue Air
Blue Air Transport Aerian S.A. — бюджетная авиакомпания, базирующаяся в Бухаресте, Румыния, совершает рейсы главным образом из Международного аэропорта имени Анри Коанды. Начала деятельность в 2004 году.

## Пункты назначения

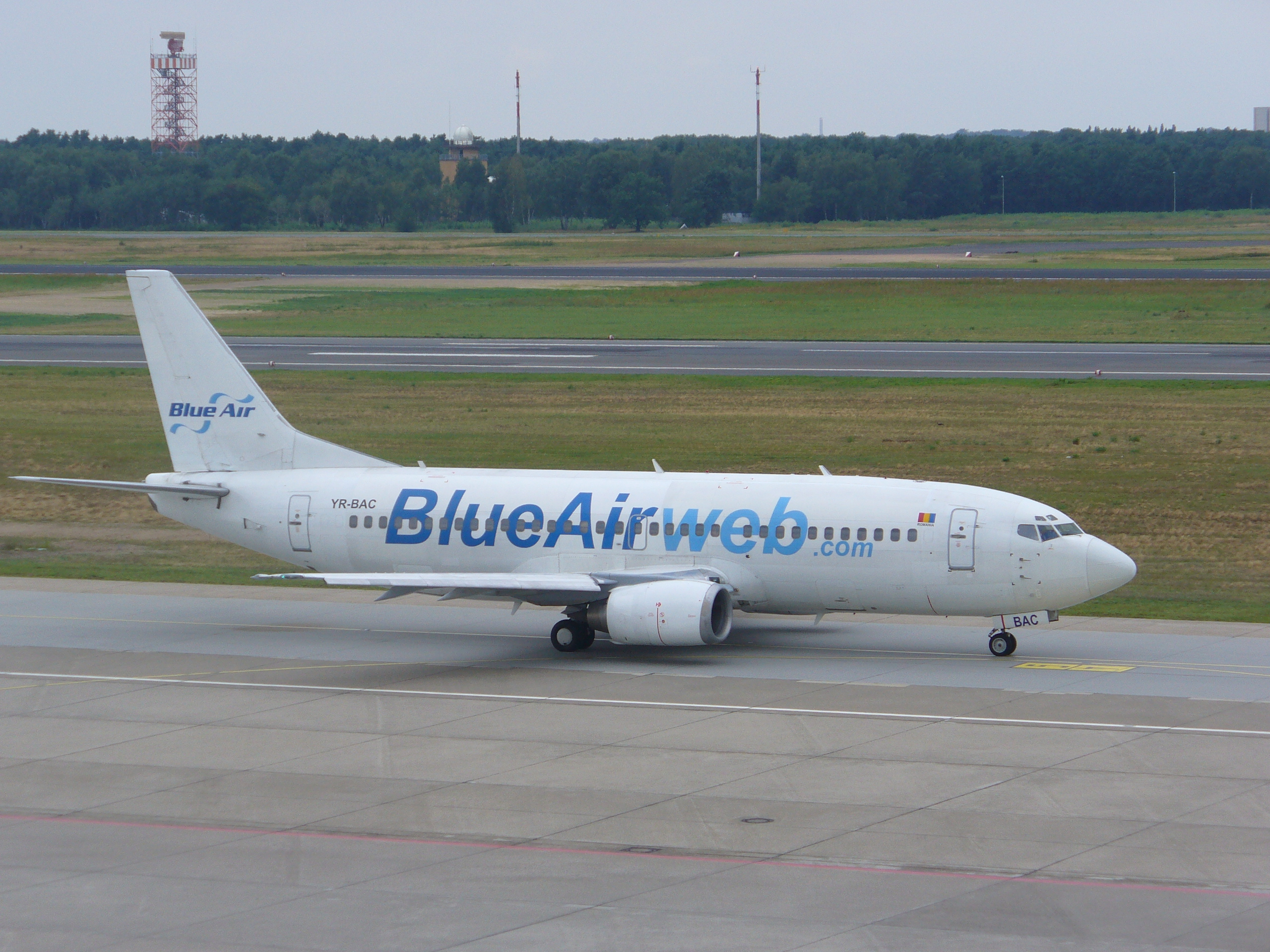
Boeing 737—300 Blue Air в старой окраске в аэропорту Тегель, Германия. (2009)

Со дня основания Blue Air выполняла местные рейсы Бухарест-Тимишоара, которые были прекращены в марте 2005 года в связи с низкой загрузкой и конкуренцией с TAROM и Căile Ferate Române, железнодорожной компанией Румынии. Blue Air начала выполнять местные рейсы в Международный аэропорт Клуж-Напока из Бухареста 29 октября 2006 года на Boeing 737.

### Кодшеринговые соглашения
- Blue Panorama Airlines
- Georgian Airways

Источник:

## Флот

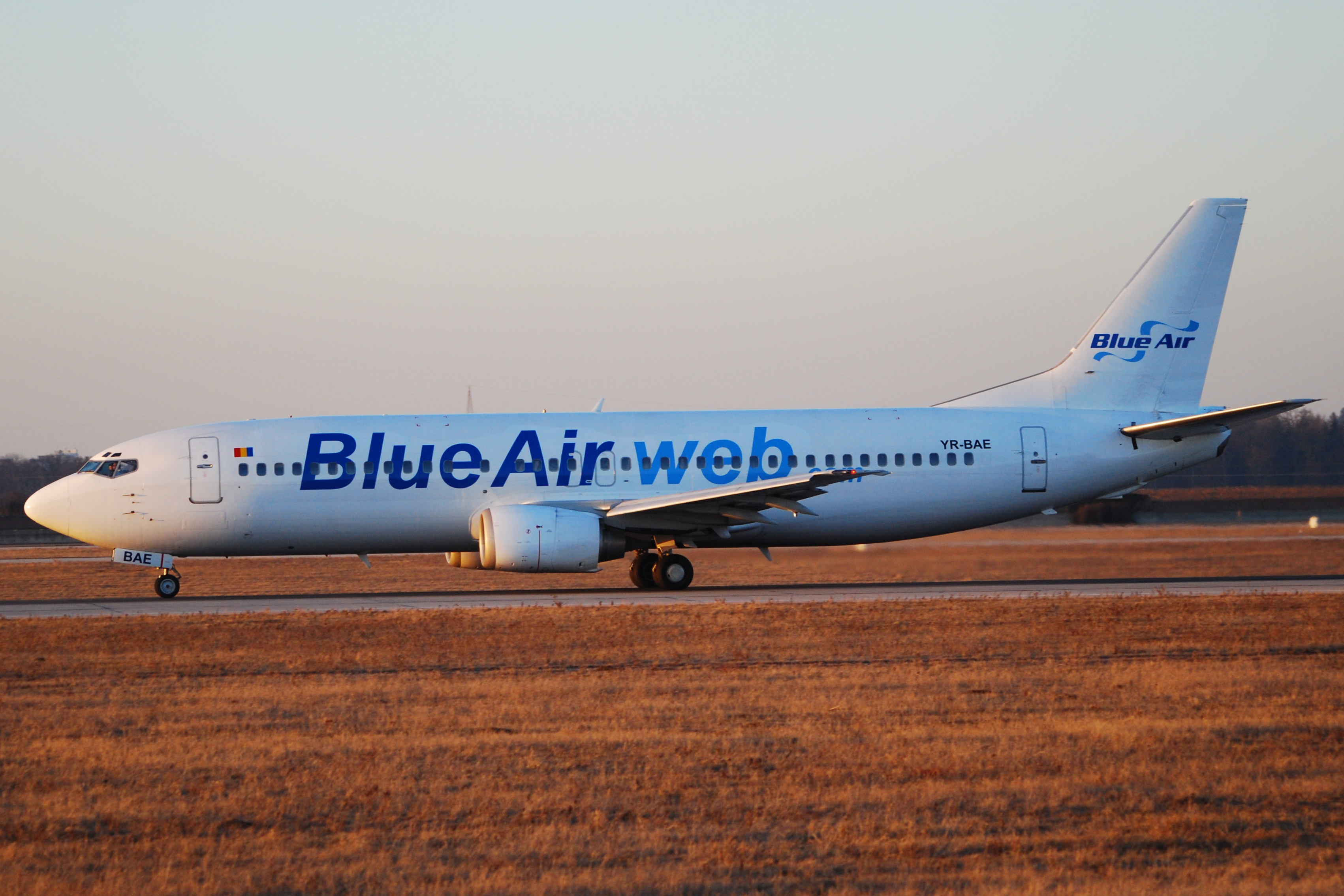
Boeing 737—400 Blue Air
в старой окраске в аэропорту Штутгарта, Германия. (2008)

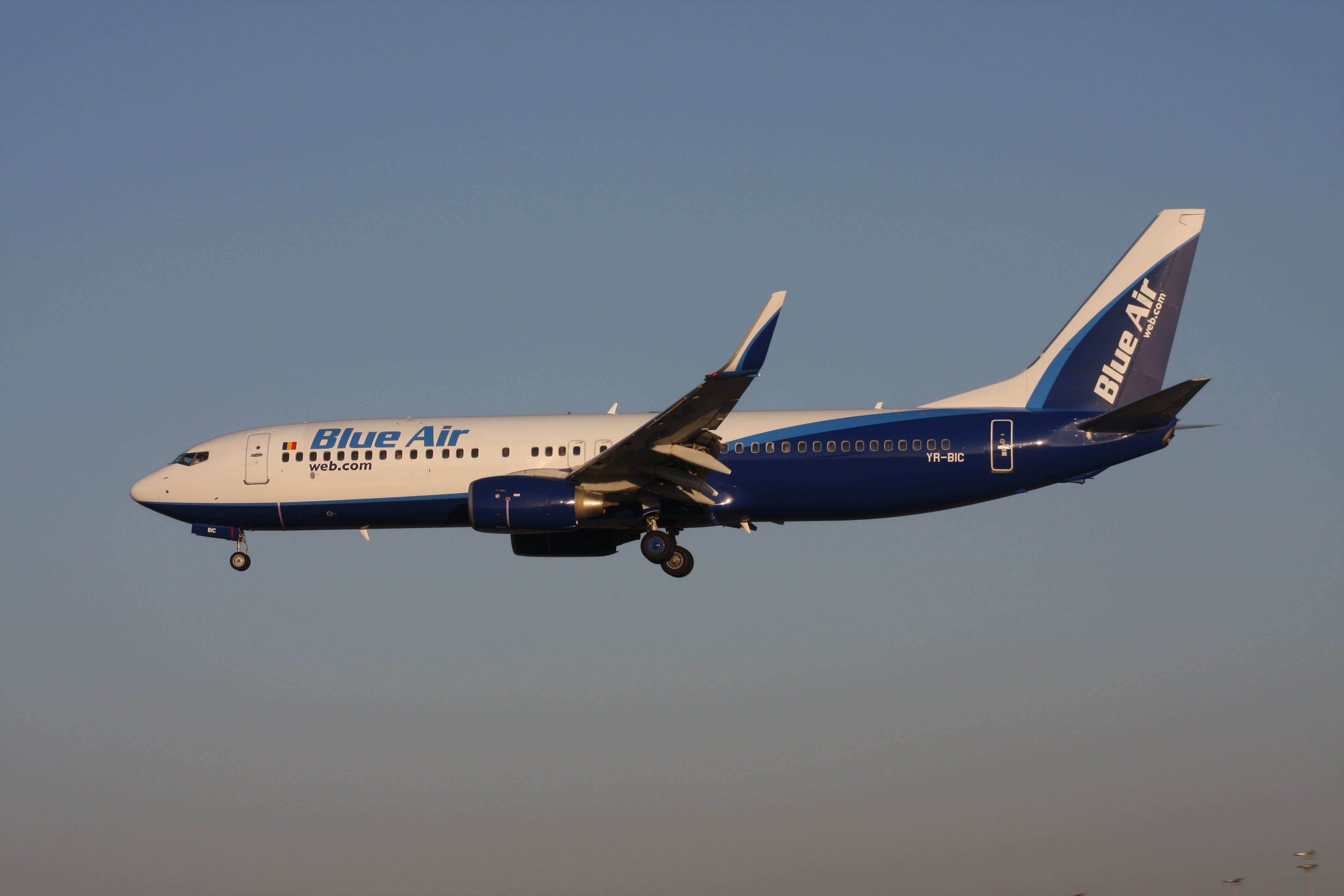
Boeing 737—800 Blue Air в современной окраске совершает посадку в аэропорту Лиссабона, Португалия. (2009)

По состоянию на апрель 2022 средний возраст парка Blue Air составлял 12.7 лет.

### Ранее эксплуатировались
- Boeing 737-300, Boeing 737-400
- Saab 340, Saab 2000